# Comunicación audiovisual
La comunicación audiovisual es el proceso en el cual existe un intercambio de mensajes a través de un sistema sonoro y/o visual. Es un lenguaje múltiple con una gran diversidad de códigos constituyentes, que pueden ser analizados tanto por separado como en conjunto. La mediación tecnológica es un elemento indispensable en este tipo de comunicación.
Los sistemas de comunicación audiovisual tradicionales son el cine y la televisión. Actualmente se han consolidado nuevos sistemas de comunicación audiovisual, como internet o los videojuegos, que ya empiezan a estudiarse y a denominarse como tales.
La interacción entre la persona que va a recibir el mensaje, se basa en primer lugar en la mirada, en la observación, en lo que ve. Las funciones implicadas en el desarrollo de la interpretación del mensaje y las que están detrás de la creación de un mensaje visual, tienen que ver con varias ciencias que se encargan de la relación entre el desarrollo y la analogía; entre estas ciencias podemos encontrar la antropología, semiótica, etc.

## Tipos de comunicación audiovisual
La comunicación audiovisual puede ser clasificada de acuerdo al tipo de mensaje del que hace uso. Esto puede caracterizarla como:
- Objetiva: transmite la información de modo que se le pueda dar una sola interpretación. Útil para documentar una historia o acontecimiento, proyectar situaciones o comunicar ideas.
- Publicitaria: Se caracteriza por ser fácilmente entendible y atractiva para un público determinado. Puede tener objetivos comerciales, o la misión de propagar ideas con fines de lucro directo (propaganda).
- Artística: Tiene el objetivo de producir diferentes sentimientos y sensaciones en el espectador. Sirve para conmover, o incluso para perturbar e inquietar, y su finalidad es también estética.

## Influencia social
La comunicación audiovisual está presente en cada aspecto de la vida cotidiana. En la Sociedad de la Información la imagen y el sonido son los vehículos a través de los cuales se recrea una realidad o una ficción, sin embargo, los medios de comunicación legitimados (radio, prensa y TV, principalmente), a través de sus noticiarios han dado la sensación de que todo aquello que transmiten tiene estatus de verídico.
Es verdad que hay un anclaje entre la comunicación y la realidad. Por ejemplo, cuando se toma una fotografía de una montaña se sabe, por el valor icónico de la fotografía, que está representando un objeto de la naturaleza. Sin embargo, se trata solamente de una representación y nunca de la montaña misma.
Este mismo proceso sucede cuando se trata de incluir más códigos, por ejemplo, un video, en el cual se pueden tomar diversos aspectos de la misma, e incluso a personas realizando actividades en ella. Cuando esto sucede, el poder de la iconocidad es reforzado debido a que hay mayor anclaje hacia la realidad fuente (la montaña capturada por la cámara).[cita requerida]
A pesar de los referentes que proporciona la comunicación audiovisual, ésta no puede ser, como afirma Jean Baudrillard -hablando de la televisión-, más que una maqueta de representación de la realidad. Esto indica que al ver una imagen en una fotografía, una grabación en audio, un reportaje en televisión, etc. deberíamos recordar que es solo una re-creación de una realidad y no la realidad misma. Un medio técnico de soporte audiovisual no puede, por su misma naturaleza de mediador, ser la propia realidad.
La experiencia y la comprensión del receptor dependen del uso que el emisor pueda hacer de ese instrumento comunicativo.

## Antecedentes
El estudio de la comunicación audiovisual surge a partir de la invención de la fotografía y la imagen en movimiento (Cine); en un principio, estas tecnologías permitieron estudiar la realidad capturada con una visión más objetiva sin la interpretación de un artista.
Con el paso del tiempo, la antropología audiovisual se ha enfocado también en los estudios de los mass media (Radio y Televisión) 
Sin embargo, la comunicación audiovisual abarca un proceso comunicativo más amplio y no necesariamente tecnológico.

## Aplicaciones actuales
El avance de la tecnología ha permitido nuevas formas de expresión audiovisual como el Internet , los Videojuegos e intervenciones artísticas como el Mapping . Asimismo, el desarrollo tecnológico en el cine ha permitido la proyección de películas en pantallas panorámicas con sonido envolvente e imágenes en 3D. 
Es por ello que surge el grado de comunicación audiovisual o también llamado comunicación audiovisual y multimedial. Este pregrado hace parte de la industria cultural y del entretenimiento, y ofrece a los estudiantes de comunicación audiovisual la posibilidad de aprender a crear productos audiovisuales aplicando todas las etapas de diseño, preproducción, producción, posproducción, y evaluación de piezas tanto de ficción como de no-ficción o de carácter documental, además de poder explorar en los diferentes formatos de la industria como la televisión, las series web, la animación y los videoclips. Es por lo anterior que el profesional de la comunicación audiovisual está en la capacidad de desempeñarse dentro de productoras audiovisuales, canales de televisión, medios masivos de comunicación, editoriales, agencias de publicidad y marketing, o crear su propio emprendimiento.
Recientemente, y derivado de la comunicación audiovisual, se ha desarrollado como perfil profesional la comunicación y el entretenimiento digital, el cual amplía los nuevos conceptos y formas de expresión audiovisual como lo son los videojuegos, la animación, el mapping, los efectos especiales, la realidad aumentada, el performance, los procesos de gamificación, las aplicaciones móviles, el sonido creativo, entre otros; y en general, todo el desarrollo y creación de contenidos a partir de los procesos y avances tecnológicos.